# Juicios por brujería en Navarra de 1525-26
Los juicios por brujería en Navarra de 1525 son una serie de procesos masivos de persecución de la brujería que tuvieron lugar en los valles pirenaicos del Reino de Navarra en 1525.

## Los procesos
Estos procesos se iniciaron con las pesquisas encomendadas por el Consejo Real de Navarra a Pedro de Balanza, miembro del Consejo Real y abogado de los Reales Tribunales de Navarra. Balanza llevó a cabo sus investigaciones y juicios entre enero y agosto de 1525. En enero efectuó una primera visita al Valle de Salazar, seguida de otra en marzo al Valle de Roncal. Como consecuencia de estas investigaciones y los juicios resultantes de las mismas, fueron ejecutadas aproximadamente medio centenar de personas en diversas localidades navarras.
En agosto de ese mismo año, Antón de Huart, comisario del Consejo Real de Navarra, convocó a todos los vecinos del Valle de Santesteban para ser examinados por la catadora de brujos Graciana de Ezcároz. A consecuencia de ello, varias personas fueron juzgadas por brujería.

## Reacción del Consejo de la Suprema Inquisición
Estas actuaciones del Consejo de Navarra provocaron la intervención del Consejo de la Suprema Inquisición, que asumió la jurisdicción sobre la persecución de la brujería y emitió además una serie de normas inquisitoriales sobre cómo proceder, estableciendo en ellas diez puntos básicos que debía seguir el tribunal inquisitorial de Navarra en las causas de brujería:
1. Quienes confesaran voluntariamente y mostrasen signos de arrepentimiento, no verían sus bienes confiscados.
2. Quienes faltasen al respeto a los sacramentos, serían castigados severamente.
3. Los inquisidores establecerían el tiempo que los condenados debían llevar hábitos penitenciales y el tipo de abjuración.
4. Nadie podría ser detenido ni condenado por la confesión de otros brujos o brujas.
5. Los inquisidores debían averiguar si los detenidos por ellos habían sido previamente torturados por la justicia secular.
6. Antes de cualquier sentencia contra un convicto por brujería por segunda vez (lo que implicaba la pena de muerte) el tribunal de distrito debía consultar con la Suprema.
7. También se debía consultar con la Suprema antes de sentenciar a un preso que se negase a confesar.
8. Por las dificultades que planteaban tales causas, los inquisidores debían tomar sus decisiones en conjunto, con la colaboración de un juez eclesiástico, letrados y teólogos
9. Se emitirían nuevos edictos sobre brujería.
10. Debía examinarse cuidadosamente y verificar si las personas que afirmaban que acudían a los aquelarres lo hacían real o imaginariamente.

Además, para evitar que se reprodujeran nuevos casos, estableció estas cinco normas:
1. Los ministros de la iglesia debían visitar personalmente las zonas afectadas.
2. Debía construirse una ermita en el lugar donde se celebrasen los aquelarres.
3. Debía procurarse que las gentes acudiesen regularmente a los oficios en días festivos y también entre semana.
4. Debían llevar cruces para evitar las tentaciones del diablo.
5. Los sermones debían ser dichos en la lengua local.